# 国道133号

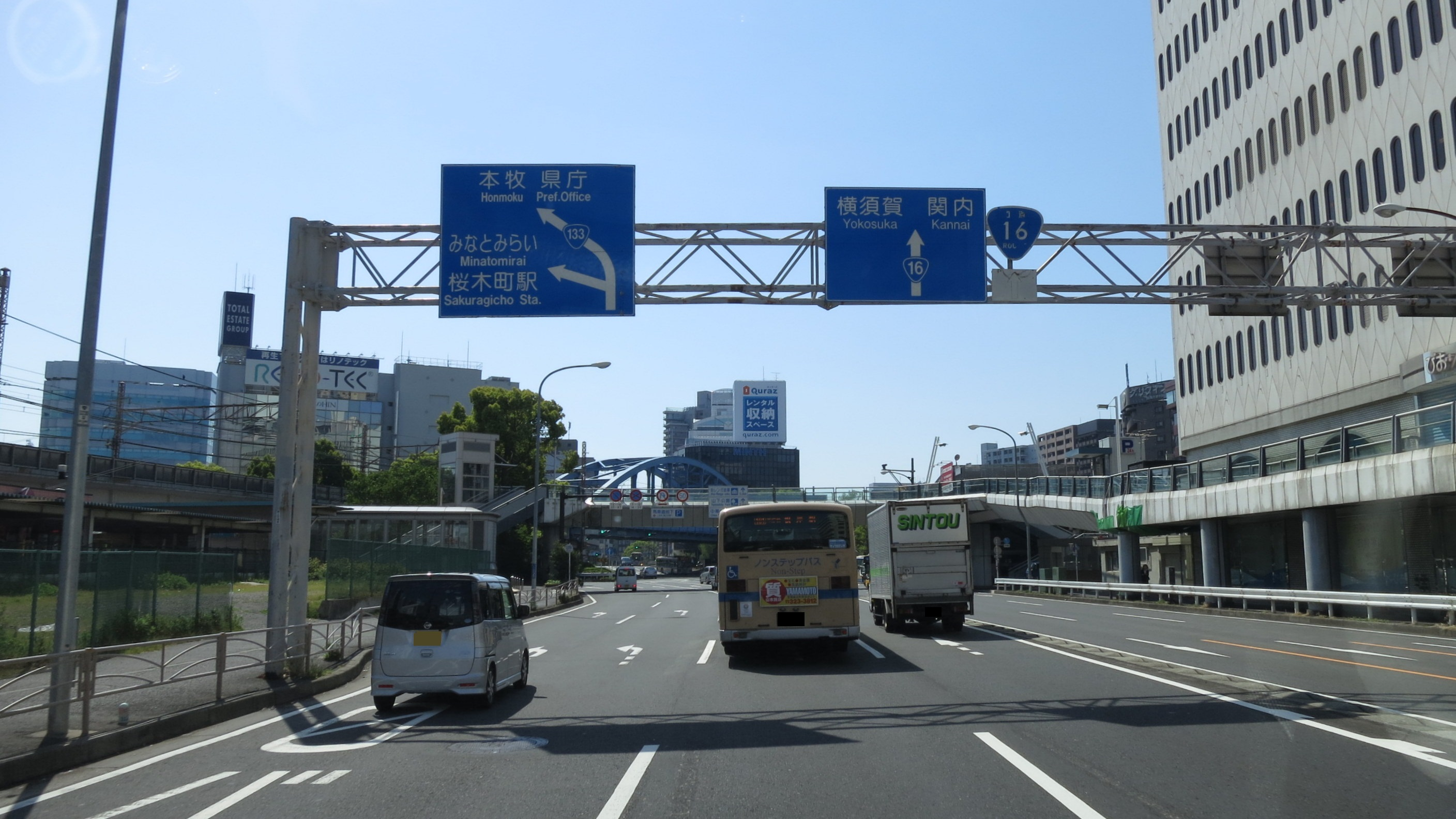
国道133号 終点
横浜市中区 桜木町一丁目交差点

国道133号（こくどう133ごう）は、横浜港から神奈川県横浜市中区桜木町に至る一般国道である。

## 概要

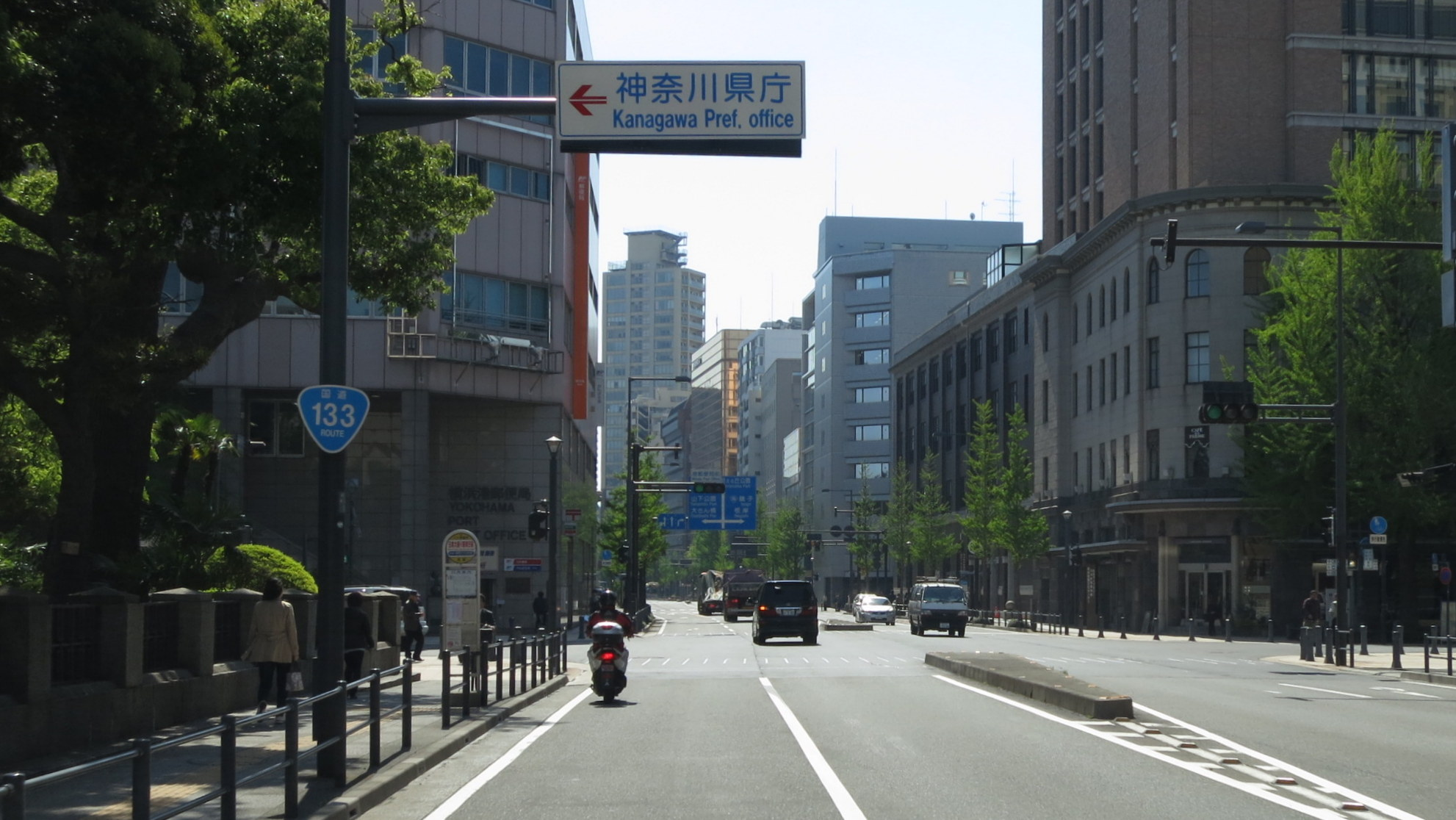
国道133号 神奈川県庁付近
（2013年4月）

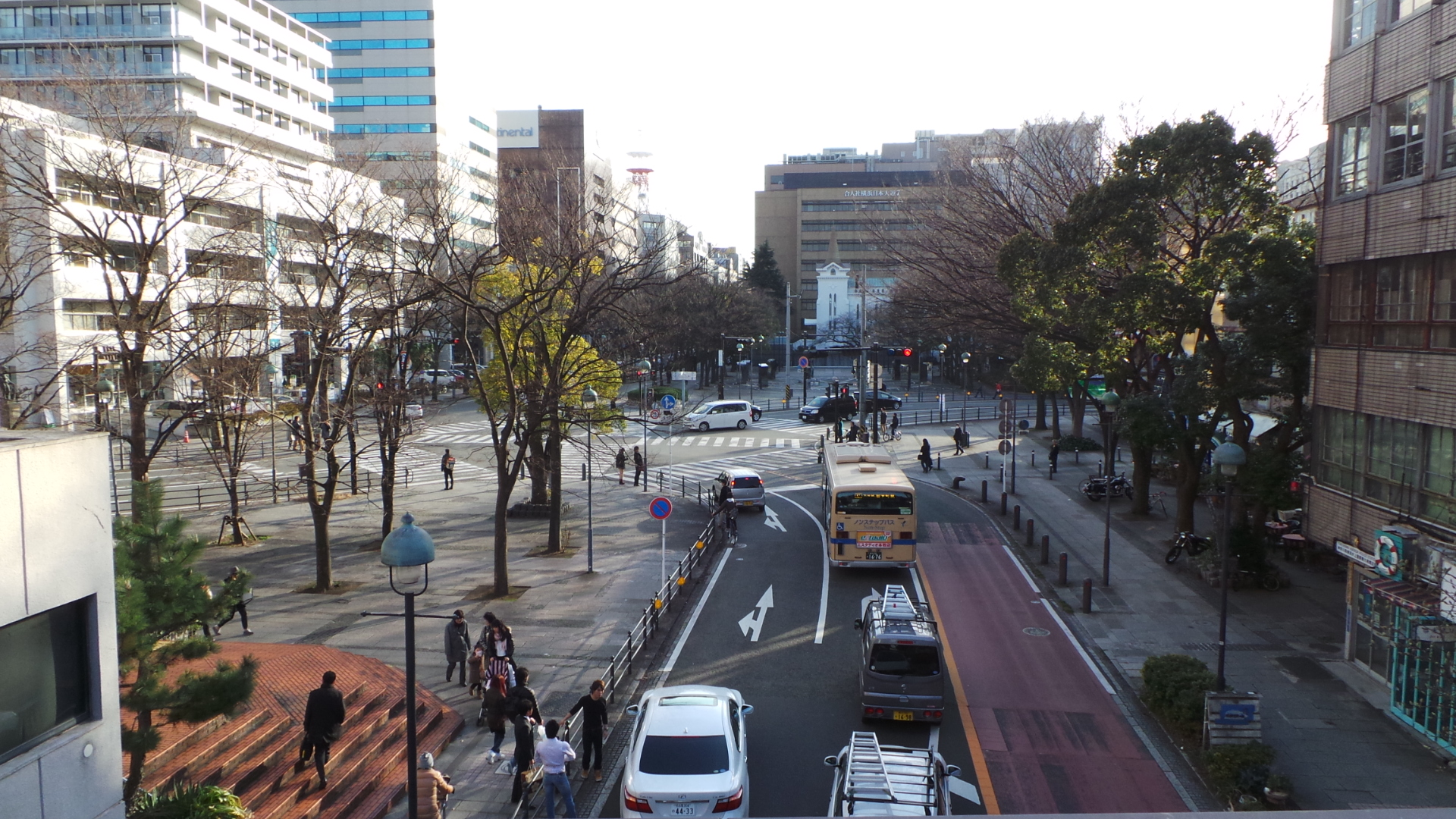
国道133号起点
開港広場前交差点（2015年2月）

横浜市内にある横浜港の横浜第二港湾合同庁舎前（開港広場前交差点）から神奈川県庁や横浜第二合同庁舎の前を通り、中区桜木町の国道16号交点（桜木町一丁目交差点）とを結ぶ延長1.4 kmの一般国道の路線で、いわゆる港国道のひとつ。国道としての歴史は古く、1885年（明治18年）に明治政府により国道（明治国道）が制定されたときの東京から横浜港へ至る「國道一号」を継承する路線である。沿道には明治時代からの近代建築が建ち並び、起点付近で横浜港のシンボルともなっている大さん橋へとつながる。

### 路線データ
一般国道の路線を指定する政令に基づく起終点および重要な経過地は次のとおり。
- 起点：横浜港（開港広場前交差点）
- 終点：横浜市中区桜木町（桜木町一丁目交差点 = 国道16号交点）
- 重要な経過地：なし
- 総延長 : 1.4 km[3][注釈 2]
- 重用延長 : なし[3][注釈 2]
- 実延長 : 1.4 km[3][注釈 2]
  - 現道 : 1.4 km[3][注釈 2]
  - 旧道 : なし[3][注釈 2]
  - 新道 : なし[3][注釈 2]
- 指定区間：なし[4]

## 歴史
- 1885年（明治18年） - 『内務省告示第6号』（國道表）により横浜港に至る国道として、1号国道「東京より横浜港に達する路線」として表れる。これは現在の国道15号と国道133号に相当する路線で、神奈川で大阪へ向かう2号国道が分岐していた。この1号国道の桜木町から横浜港までは、現在の国道133号のほぼ同じルートである。

- 1920年（大正9年） - 『道路法』に基づく『路線認定』の施行により、横浜港に至る国道は国道36号「東京市より横浜港に達する路線」となった。この路線は青木町字七軒町（神奈川区青木町）までが国道1号（日本橋 - 伊勢神宮）、本町（中区本町）までが国道31号（日本橋 - 横須賀）と重複するもので、現在の国道133号の性格（港国道）に近いものとなった。
- 1934年（昭和9年） - 国道36号が当時の国道1号のバイパスとして建設着工された新京浜国道を通る経過地に変更される。
- 1953年（昭和28年）5月18日 - 新道路法に基づく『路線指定』で、二級国道133号横浜港線（横浜港 - 横浜市中区桜木町）として指定施行。
- 1965年（昭和40年）4月1日 - 道路法改正により一級・二級区分が廃止されて一般国道133号として指定施行[2]。

## 路線状況

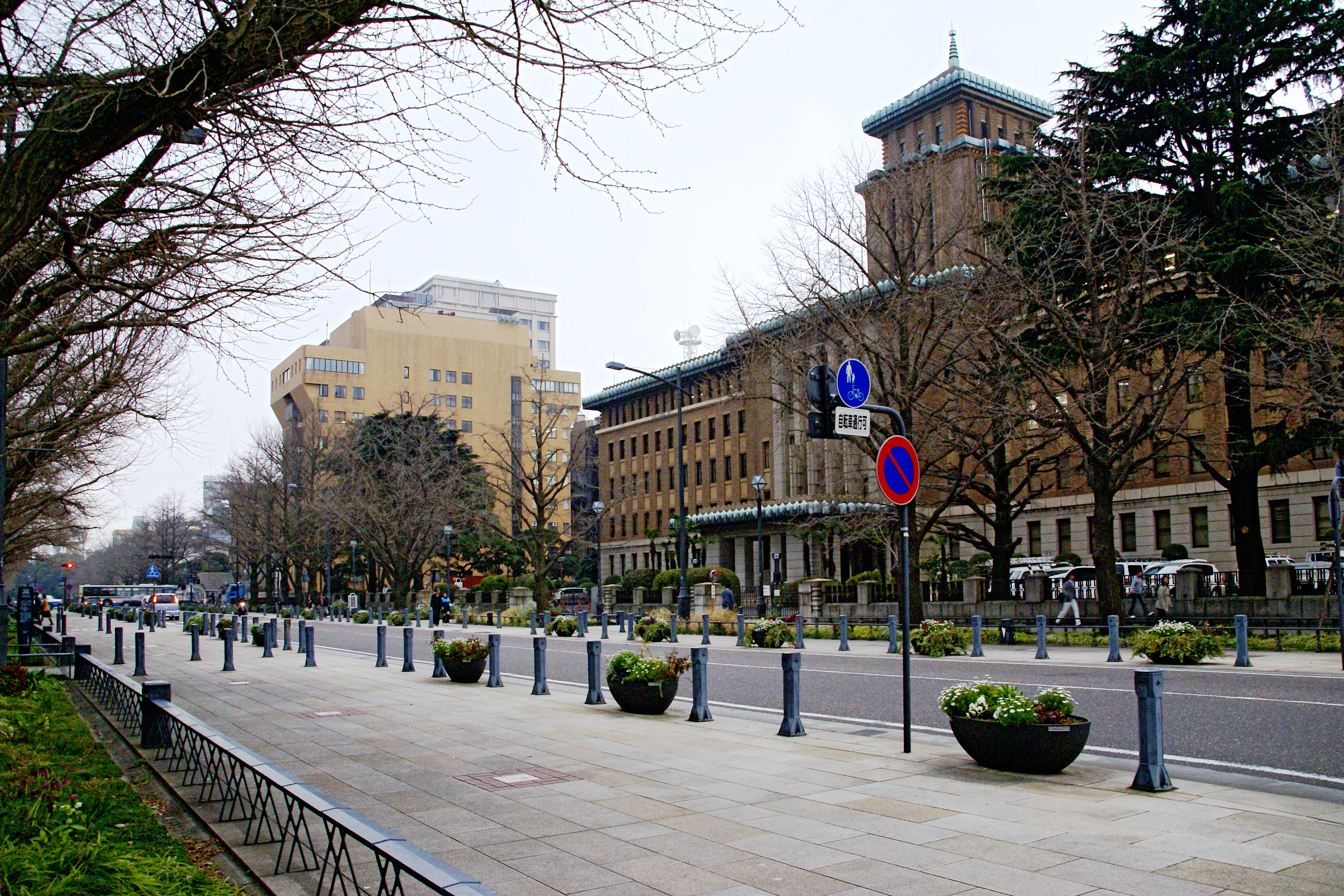
国道133号（日本大通り）
右側建物は神奈川県庁

### 通称・別名
- 海岸通り（開港広場前交差点 - 開港資料館前交差点）
- 日本大通り（開港資料館前交差点 - 港郵便局前）
- 本町通り（別名：コンテナ街道、港郵便局前 - 本町五丁目交差点、本町五丁目交差点 - 桜木町一丁目交差点）[注釈 3]

### 道路施設

#### 橋梁
- 弁天橋（横浜市中区）

## 地理

### 通過する自治体
- 神奈川県
  - 横浜市（中区）

### 交差する道路
- 横浜市主要地方道82号山下本牧磯子線・大桟橋通り（開港広場前交差点）
- 栄本町線（みなとみらい大通り）（本町五丁目交差点）
- 国道16号（桜木町一丁目交差点）